# John Hesselius

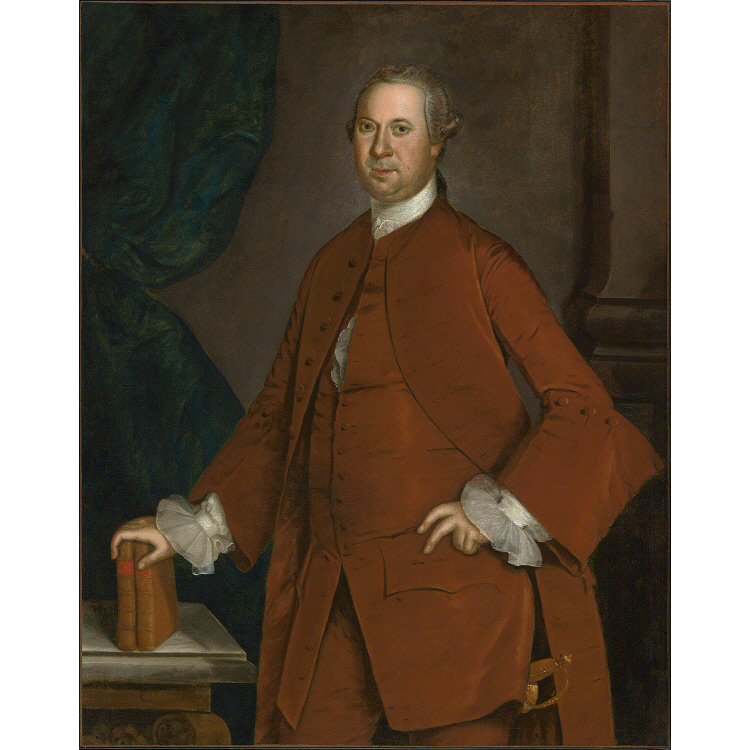
John Hesselius: Daniel of St. Thomas Jenifer. National Portrait Gallery, Washington D.C.

John Hesselius (* wahrscheinlich 1728 in Philadelphia, Pennsylvania; † 1778 in Anne Arundel County, Maryland) war ein US-amerikanischer Porträtmaler des 18. Jahrhunderts.

## Leben
John Hesselius wurde wahrscheinlich 1728 in Philadelphia geboren. Er war der Sohn des aus Schweden eingewanderten Malers Gustavus Hesselius und dessen Frau Lydia. Schon früh wurde er von seinem Vater im Porträtfach ausgebildet. Weitere stilbildende Einflüsse kamen von den in der damaligen Kunstszene der amerikanischen Kolonien aktiven Malern Robert Feke und John Wollaston, die beide zeitweise in Philadelphia tätig waren. Sein erstes bekanntes Werk ist das Porträt von Lynford Lardner aus dem Jahr 1749 (heute in Privatbesitz). In den 1750er Jahren lebte er in Philadelphia, war jedoch als reisender Künstler auch in anderen Teilen der mittleren Kolonien unterwegs, darunter Virginia, Maryland, Delaware und New Jersey. Um 1760 ließ er sich dauerhaft in Anne Arundel County, Maryland, nieder. Im Jahr 1763 heiratete er Mary Young Woodward, eine wohlhabende Witwe aus Annapolis. Neben seiner künstlerischen Tätigkeit war Hesselius fortan mit der Erziehung der sieben Kinder sowie mit der Verwaltung des Vermögens und eines eigenen Anwesens beschäftigt. Er verstarb 1778 in Anne Arundel County.

## Werk

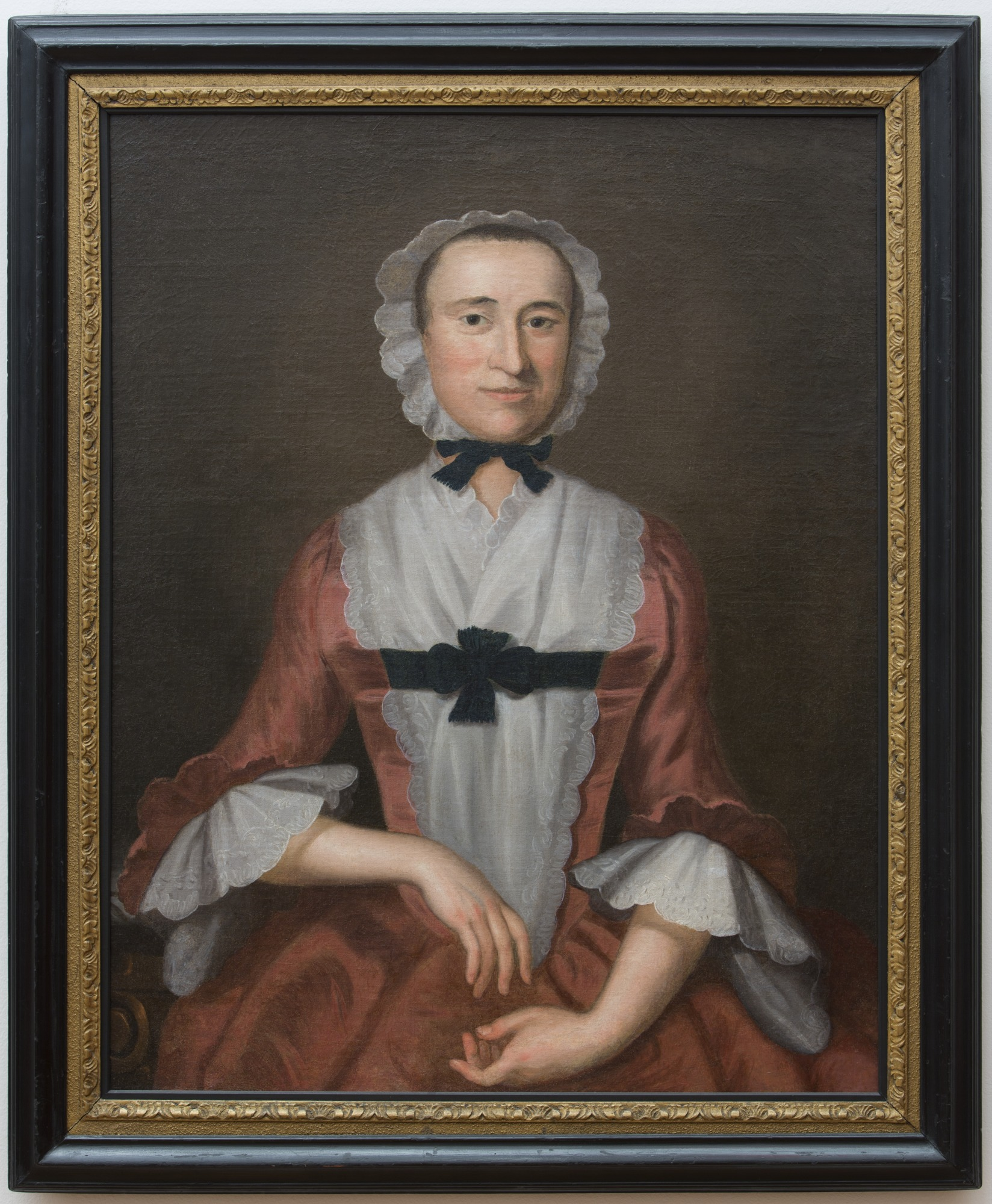
John Hesselius: Mrs. William Allen (1756). Detroit Institute of Arts

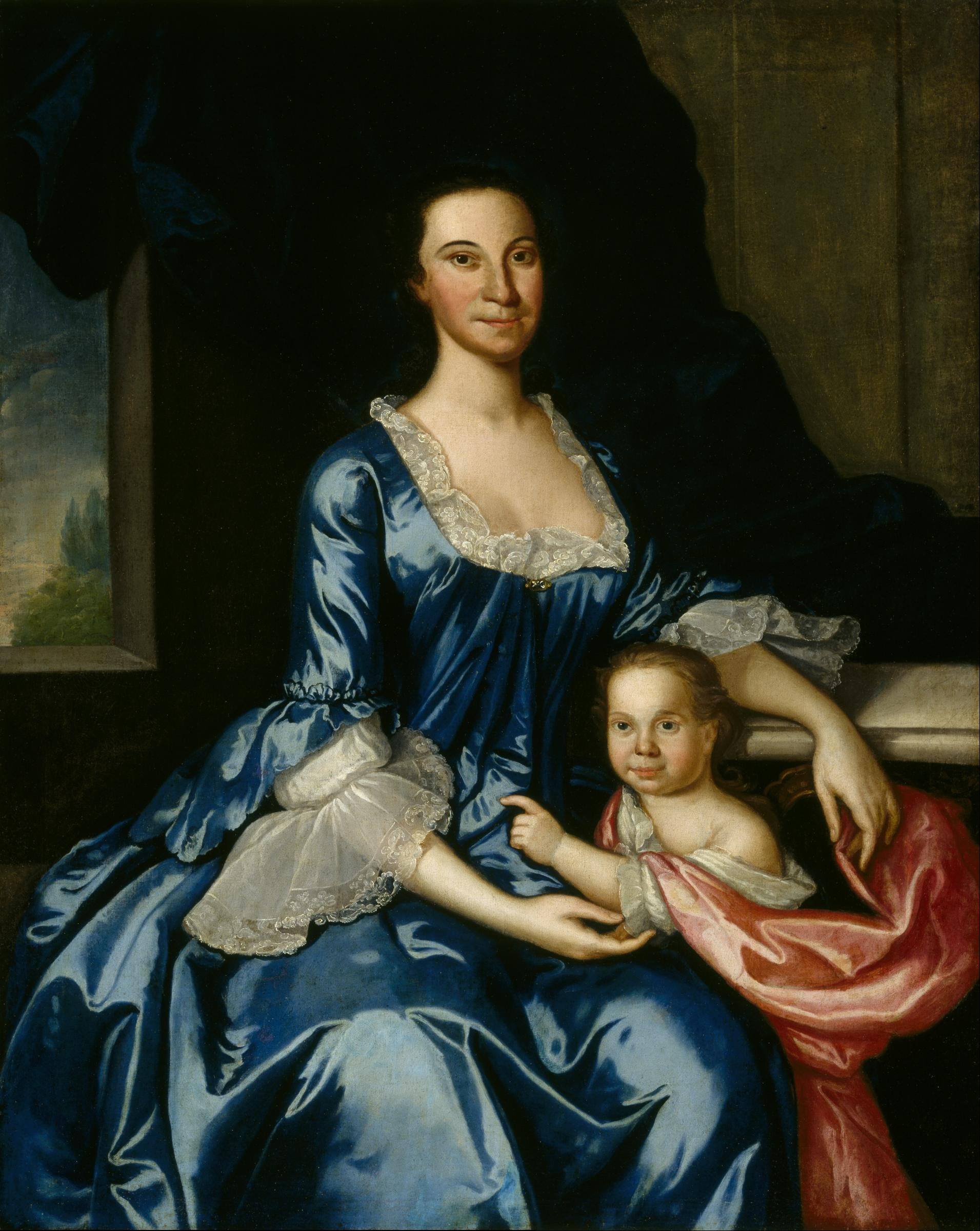
John Hesselius: Portrait of Mrs. Matthew Tilghman and Her Daughter, Anna Maria (1757). Museum of Fine Arts, Houston, Texas

John Hesselius war einer der wenigen in Amerika geborenen und ausgebildeten Porträtmaler der Kolonialzeit. Seine Arbeiten gelten als Bindeglied zwischen dem rationalen, klaren Stil von Robert Feke und dem dekorativeren, höfischeren Stil von John Wollaston. Über seine Karriere hinweg schuf Hesselius über hundert Porträts, darunter zahlreiche Auftragswerke für wohlhabende Plantagenbesitzer, Geistliche und Beamte in den mittleren Kolonien. Typisch für seine Porträts sind der betont repräsentative Charakter, sorgfältig ausgeführte Kleidung und Accessoires sowie der Versuch, individuelle Physiognomien zu erfassen. Er gilt heute als einer der bedeutendsten Maler des kolonialen Amerika, insbesondere in Maryland und Virginia.